# Altmarkkreis Salzwedel
Altmarkkreis Salzwedel er en Landkreis i den nordvestlige del af  tyske delstat Sachsen-Anhalt. Nabokredse er mod nord den niedersachsiske Landkreis Lüchow-Dannenberg, mod øst  Landkreis Stendal, mod syd Landkreis Börde, mod vest den niedersachsiske Landkreis Gifhorn og mod nordvest  den ligeledes niedersachsiske Landkreis Uelzen.

## Geografi
Altmarkkreis Salzwedel den vestlige del af landskabet Altmark og ligger i den nordvestlige del af Sachsen-Anhalts som en del af den Nordtyske slette (tysk: Norddeutschen Tiefebene). Vigtige vande er floderne Jeetze og Milde og søen Arendsee. I sydøst ligger en del af Colbitz-Letzlinger Heide i kreisen. 
Store dele af arealet wer lavtliggende moser. De højeste områder befinder sig i det sydøstlige  område; Højderne Hellberge ved Zichtau når op i 160 meters højde, „Pistolsche Berg“ ved Bonese er  121 moh. Området fordeler sig i 3 næsten lige store dele,  skov, eng/mose, og landbrugsarealer.  
Altmarkkreis er en af de tyndest befolkede  Kreise i Tyskland.

## Byer og kommuner
(indbyggere pr. 31. december 2006)
| Enhedskommune - 1. Salzwedel, Stadt * (20.777) |

Forvaltningsfællesskaber  (Verwaltungsgemeinschaft) med deres tilknyttede kommuner

* = Administrationsby
| - 1. Verwaltungsgemeinschaft Arendsee-Kalbe 1. Altmersleben (294) 2. Arendsee (Altmark), Stadt * (2.848) 3. Brunau (638) 4. Engersen (548) 5. Güssefeld (185) 6. Höwisch (134) 7. Jeetze (389) 8. Kahrstedt (275) 9. Kakerbeck (921) 10. Kalbe (Milde), Stadt (2.781) 11. Kläden (228) 12. Kleinau (610) 13. Leppin (401) 14. Neuendorf am Damm (240) 15. Neulingen (86) 16. Packebusch (395) 17. Sanne-Kerkuhn (305) 18. Schrampe (313) 19. Thielbeer (174) 20. Vienau (399) 21. Wernstedt (218) 22. Winkelstedt (320) 23. Ziemendorf (209) - 2. Verwaltungsgemeinschaft Beetzendorf-Diesdorf 1. Ahlum (494) 2. Apenburg, Flecken (881) 3. Bandau (511) 4. Beetzendorf * (1.966) 5. Bierstedt (164) 6. Bonese (275) 7. Bornsen (350) 8. Dähre (921) 9. Diesdorf, Flecken (2.108) 10. Ellenberg (428) 11. Gieseritz (158) 12. Hanum (188) 13. Hohentramm (253) 14. Jeeben (268) 15. Jübar (662) 16. Lagendorf (490) 17. Langenapel (252) 18. Lüdelsen (276) 19. Mehmke (290) 20. Mellin (202) 21. Nettgau (340) 22. Neuekrug (192) 23. Rohrberg (581) 24. Tangeln (387) 25. Winterfeld (606) | - 3. Verwaltungsgemeinschaft Gardelegen Stadt 1. Berge (726) 2. Gardelegen, Stadt * (11.491) 3. Hemstedt (294) 4. Kloster Neuendorf (510) - 4. Verwaltungsgemeinschaft Klötze 1. Dönitz (138) 2. Immekath (618) 3. Jahrstedt (811) 4. Klötze, Stadt * (5.243) 5. Kunrau (920) 6. Kusey (1.081) 7. Neuendorf (609) 8. Neuferchau (422) 9. Ristedt (241) 10. Schwiesau (369) 11. Steimke (432) 12. Wenze (569) - 5. Verwaltungsgemeinschaft Salzwedel-Land [Sitz: Salzwedel] 1. Altensalzwedel (376) 2. Badel (460) 3. Benkendorf (196) 4. Binde (371) 5. Chüden (482) 6. Fleetmark (803) 7. Henningen (703) 8. Jeggeleben (397) 9. Kaulitz (207) 10. Kerkau (225) 11. Klein Gartz (170) 12. Kuhfelde (529) 13. Liesten (306) 14. Mechau (279) 15. Osterwohle (496) 16. Pretzier (1.275) 17. Püggen (47) 18. Rademin (233) 19. Riebau (305) 20. Seebenau (658) 21. Siedenlangenbeck (466) 22. Steinitz (455) 23. Tylsen (132) 24. Valfitz (151) 25. Vissum (252) 26. Wallstawe (462) 27. Wieblitz-Eversdorf (290) 28. Zethlingen (325) | - 6. Verwaltungsgemeinschaft Südliche Altmark [Sitz: Gardelegen] 1. Algenstedt (216) 2. Breitenfeld (159) 3. Dannefeld (393) 4. Estedt (398) 5. Hottendorf (288) 6. Jävenitz (1.216) 7. Jeggau (231) 8. Jerchel (320) 9. Jeseritz (287) 10. Kassieck (200) 11. Köckte (448) 12. Letzlingen (1.558) 13. Lindstedt (589) 14. Mieste (2.276) 15. Miesterhorst (721) 16. Peckfitz (166) 17. Potzehne (275) 18. Roxförde (222) 19. Sachau (154) 20. Schenkenhorst (180) 21. Seethen (166) 22. Sichau (254) 23. Solpke (589) 24. Wannefeld (287) 25. Wiepke (224) 26. Zichtau (272) |